# 山姓
山姓為中文姓氏之一，在《百家姓》中排名第227位。

## 姓氏起源
1. 出自姜氏，為烈山（又作列山〕氏的后代。據《風俗通》記載：“山氏，為古代烈山氏的后代”；相傳，炎帝為上古時姜姓部族的首領，是少典娶蟜氏女而生，原居于姜水流域，后向東发展到中原地區。炎帝出生于烈山，故號烈山氏。他的后代有的就用“山”作為姓氏。望族出于河内。
2. 源于以官為姓氏。據《名賢氏族言行类稿》载，周代有山務之官，掌管山林，后代以官為氏。周代掌管山林开发管理的官員叫山師，也稱山虞。有人世襲山師，子孙便姓山，稱為山氏。
3. 出自以祖名為氏。春秋時楚國有个高官叫叔山冉，他的后代以他名字中的“叔山”的山字為姓，世代相傳。
4. 出自他族改姓。據《魏書·官氏志》的記载，古代有复姓吐难氏，北魏時改為山氏。
5. 出自回族中有山姓。回族中的山姓，早期見于元朝官員山僧（晉寧路總管），其先祖為康里人，显然是人關后才使用的山姓。現今山姓回族主要分布在河南、寧夏。

## 得姓始祖
山氏的姓源久遠，至少也有3000年的歷史，且來源不一。根據《風俗通》上記载說，山氏，是古代烈山氏的后代，望族出于河内，此支山姓奉烈山为山姓的得姓始祖。又春秋時楚國有个高官叫叔山冉，他的后代以他名字中的“山”字為姓，世代相傳。叔山冉的后代中也有以“冉”為姓的，所以叔山姓和冉姓，有同一个始祖。此支山姓恭叔山冉為山姓的得姓始祖。

## 網絡鏈接
- 姓氏起源－山姓

## 延伸阅读
[在维基数据编辑]
 《百家姓》
 《欽定古今圖書集成·明倫彙編·氏族典·山姓部》，出自陈梦雷《古今圖書集成》